# Premio alla miglior attrice al Montreal World Film Festival
Il Premio alla miglior attrice (Best Actress) è un premio del Montreal World Film Festival dato dalla giuria del festival stesso a colei che è ritenuta la migliore attrice in uno fra tutti i film presenti in competizione. Talvolta ci sono stati degli ex aequo. Il premio vi è dal 1978 ed è tuttora assegnato. 
Di seguito è riportata la tabella con le vincitrici e di fianco è riportato il film grazie al quale è stato assegnato loro il premio.

## Albo d'oro

### Anni 1970
- 1978: Glenda Jackson - Stevie
- 1979
  - Louise Marleau - L'arrache-coeur
  - Graciela Dufau - La isla

### Anni 1980
- 1980: Ana Torrent - Il nido
- 1981: Ewa Fröling - Sally och friheten
- 1982: Eleonora Giorgi - Borotalco
- 1983: Yūko Tanaka - Amagi goe
- 1984: Dorottya Udvaros - Te rongyos élet
- 1985: Nicole Garcia - Ore 20 scandalo in diretta
- 1986: Krystyna Janda - Laputa
- 1987: Irina Kupchenko - Odinokaya zhenshchina zhelayet poznakomitsya
- 1988: Shin Hye-soo - Adada
- 1989: Danielle Proulx - Portion d'éternité

### Anni 1990
- 1990: Natal'ja Georgievna Gundareva - Sobachiy pir
- 1991
  - Lee Hye-suk - Eunmaneun oji anhneunda
  - Laura Dern - Rosa Scompiglio e i suoi amanti
- 1992: Pascale Bussières - La vie fantôme
- 1993: Carla Gravina - Il lungo silenzio
- 1994
  - Rena Owen - Once Were Warriors - Una volta erano guerrieri
  - Helena Bergström - Sista dansen
- 1995: Jennifer Jason Leigh - Georgia
- 1996: Laura Dern - La storia di Ruth, donna americana
- 1997: Frances O'Connor - Kiss or Kill
- 1998: Íngrid Rubio - El faro
- 1999: Nina Hoss - Der Vulkan

### Anni 2000
- 2000
  - Isabelle Huppert - Grazie per la cioccolata
  - Gong Li - Piao liang ma ma
- 2001: Sandrine Kiberlain, Nicole Garcia e Mathilde Seigner - Betty Fisher
- 2002
  - Maria Bonnevie - I Am Dina
  - Leila Hatami - Istgah-Matrouk
- 2003: Marina Glezen - El polaquito
- 2004: Karin Viard - Le rôle de sa vie
- 2005: Adriana Ozores - Heroína
- 2006: Ni Ping - Snow in the Wind
- 2007: Andrea Sawatzki - Der andere Junge
- 2008: Barbara Sukowa - Die Entdeckung der Currywurst
- 2009: Marie Leuenberger - Die Standesbeamtin

### Anni 2010
- 2010: Eri Fukatsu - Akunin
- 2011: Fatemeh Motamed Aria - Inja bedoone man
- 2012: Brigitte Hobmeier - Ende der Schonzeit
- 2013: Jördis Triebel - Westen
- 2014: Rachael Blake e Lucie Debay - Melody
- 2015: Malin Buska - The Girl King
- 2016: Hannah Hoekstra - De Helleveeg
- 2017: Irena Kovacevic - Družinica
- 2018: Maja Szopa - Stranniki terpeniya